# Parnassia esquirolii
Parnassia esquirolii är en benvedsväxtart som beskrevs av H. Lév. Parnassia esquirolii ingår i släktet Parnassia och familjen Celastraceae. Inga underarter finns listade.